# Cantó de Norrent-Fontes
El cantó de Norrent-Fontes és un cantó francès del departament del Pas de Calais, situat al districte de Béthune. Té 18 municipis i el cap és Norrent-Fontes.

## Municipis
- Auchy-au-Bois
- Blessy
- Bourecq
- Estrée-Blanche
- Ham-en-Artois
- Isbergues
- Lambres
- Liettres
- Ligny-lès-Aire
- Linghem
- Mazinghem
- Norrent-Fontes
- Quernes
- Rely
- Rombly
- Saint-Hilaire-Cottes
- Westrehem
- Witternesse

## Història
| Data d'elecció                           | Identitat        | Partit           | Qualitat |
| ---------------------------------------- | ---------------- | ---------------- | -------- |
| 1945-1970                                | Léon Delrue      | SFIO             |          |
| 1970-2008                                | Roland Huguet    | SFIO, després PS |          |
| 2008-                                    | Jacques Napieraj | PS               |          |
| les dades anteriors no són pas conegudes |                  |                  |          |
|                                          |                  |                  |          |

## Demografia
| A partir de 1990: Població sense dobles comptes |